# 지방도 제453호선
지방도 제453호선은 강원특별자치도 인제군 북면 원통리 북면 교차로와 양구군 동면 임당리를 잇는 강원특별자치도의 지방도이다.
2002년 착공된 길이 2,995m의 돌산령터널이 2009년 7월 1일에 개통되어 양구 해안면 ~ 동면 구간이 약 7km 정도 감소되고 운행시간도 크게 감소하였다.

## 역사
- 2000년 11월 4일 : 칠성고개(인제군 북면 원통리 ~ 월학리) 3.277km 구간 및 정고개(인제군 서화면 천도리 ~ 서화리) 917m 구간 도로 개량으로 도로구역 변경[2]
- 2002년 4월 13일 : 동면 ~ 해안간 도로 확포장공사에 의해 양구군 동면 팔랑리 ~ 해안면 만대리 7.92km 구간 도로구역 변경[3]
- 2003년 2월 15일 : 노선 폐지 및 재지정[4]
- 2004년 8월 7일 : 칠성고개 도로 확포장공사로 인해 인제군 북면 월학리 1.8km 구간 도로구역 변경[5]
- 2009년 7월 1일 : 돌산령터널 개통
- 2011년 6월 20일 : 양구군 동면 팔랑리 ~ 해안면 만대리(돌산령터널 포함) 7.92km 구간 개통[6]

## 주요 경유지
- 인제군
  - 북면 북면 교차로 - 서호교 - 원통초등학교 - 원통오거리 - 칠성고개 - 월학리 - 월학초등학교 - 사천교
  - 서화면 사천교 - 서흥리 - 논장교 - 천도리 - 정고개 - 서화초등학교 - 서화리 - 서화보건진료소 - 서성초등학교 - 평촌교 - (이름 없음)(지방도 제426호선과 분기) - 가령촌교 - 가전리

- 양구군
  - 해안면 월산리 - 양구전쟁기념관 - 땅굴로 입구 - 해안면보건지소 - 해안면사무소 - 해안중학교 - 운천교 - 오유리 - 만대리 - 돌산령터널(2,995m)
  - 동면 돌산령터널(2,995m) - 팔랑리 - 팔랑보건진료소 - 동면교 - 임당리

## 도로명
- 인제군 북면 북면 교차로 ~ 원통오거리 : 원통로
- 인제군 북면 원통오거리 ~ 서화면 평촌교 북단 : 금강로
- 인제군 서화면 평촌교 북단 ~ 양구군 해안면 땅굴로 입구 : 해안서화로
- 양구군 해안면 땅굴로 입구 ~ 동면 동면교 서단 (임당리) : 펀치볼로